# Diada del primer diumenge de festes
La diada del primer diumenge de festes és una de les diades castelleres més destacades de la temporada del país. Se celebra a la plaça de la Font de Tarragona el primer diumenge de les Festes de Santa Tecla de Tarragona i en la qual participen les dues colles amb més registres de la ciutat i dues de les colles més destacades del món casteller. Normalment solen ésser la Colla Jove Xiquets de Tarragona, els Xiquets de Tarragona, els Castellers de Vilafranca i la Colla Vella dels Xiquets de Valls.

## Història
La diada del primer diumenge de festes va començar l'any 2005 a conseqüència de la proposta de tornar els castells grans per a Santa Tecla. L'embrió d'aquesta diada la trobem l'any 2001 en una actuació en què els Xiquets de Tarragona convidaren, per a celebrar el 75è aniversari dels primers Xiquets tarragonins, a la Colla Vella dels Xiquets de Valls i als Castellers de Vilafranca; i l'any 2004 en la Diada de l'Esperidió, organitzada per la Colla Jove, amb Minyons de Terrassa i Colla Joves Xiquets de Valls com a convidats.
Des d'aquell any 2005 començà la diada tal com la coneixem ara. Els màxims castells assolits han estat el 2de8, el 4de9, el 3de10fm i el 4de10fm (carregat).

## Resultats

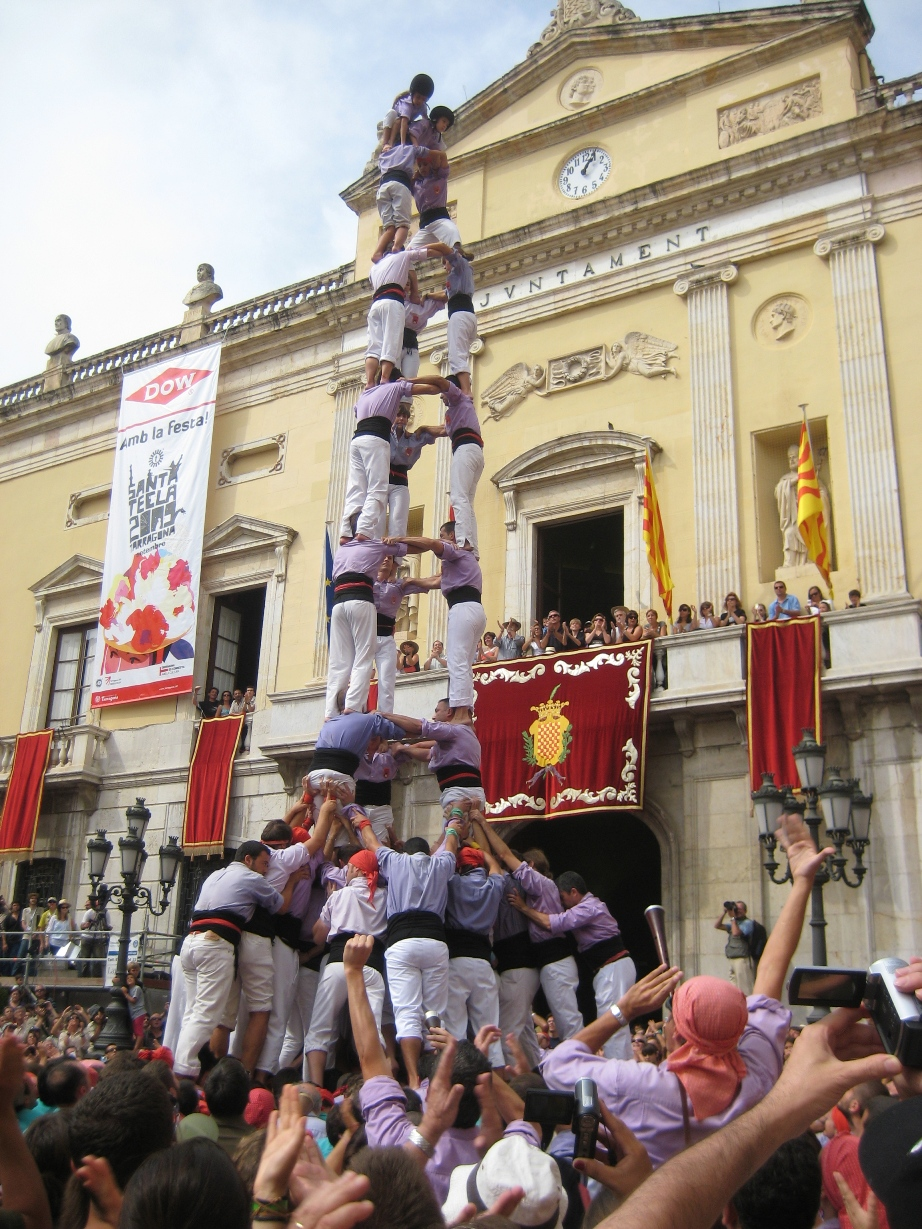
Tres de nou de la Colla Jove

Els resultats de les diades han estat els següents:

| Resultat              |
| --------------------- |
| Descarregat (D)       |
| Carregat (C)          |
| Intent (I)            |
| Intent desmuntat (ID) |

Any 2005
| Colla                             | 1a ronda | 2a ronda | 3a ronda | Ronda de repetició | Ronda de pilars |
| --------------------------------- | -------- | -------- | -------- | ------------------ | --------------- |
| Castellers de Vilafranca          | 3de9f    | 4de9f    | 4de8a    | —                  | Pde6            |
| Colla Jove de Tarragona           | 5d8      | 3de9f(c) | 4d8a(i)  | —                  | 2 Pde5          |
| Xiquets de Tarragona              | 4de8     | 2de8f    | 3de8     | —                  | Pde5            |
| Colla Vella dels Xiquets de Valls | 4d9f     | 5d9f(i)  | 4d8a     | 5de8               | Pde5            |

Any 2006
| Colla                             | 1a ronda | 2a ronda  | 3a ronda | Ronda de repetició | Ronda de pilars |
| --------------------------------- | -------- | --------- | -------- | ------------------ | --------------- |
| Minyons de Terrassa               | 3de9f    | 5de8      | 2de8f    | —                  | Pde6            |
| Colla Jove de Tarragona           | 2de8f    | 3de9f(i)  | 4de8     | 3de8               | Pde5            |
| Xiquets de Tarragona              | 2de8f    | 4de8a (c) | 3de8     | —                  | Pde5            |
| Colla Vella dels Xiquets de Valls | 3d9f     | 4d9fa (i) | 5d8      | 4de9f              | Pde6            |

Any 2007
| Colla                             | 1a ronda | 2a ronda | 3a ronda | Ronda de repetició | Ronda de pilars |
| --------------------------------- | -------- | -------- | -------- | ------------------ | --------------- |
| Castellers de Vilafranca          | 2de9fm   | 3de9f    | 4de8a    | —                  | Pde6            |
| Colla Jove de Tarragona           | 2de8f    | 3de9f(i) | 5d8(i)   | 3de8               | Pde5            |
| Xiquets de Tarragona              | 2de8f    | 3de9f(c) | 4de8(i)  | 4de8               | Pde5            |
| Colla Vella dels Xiquets de Valls | 3d9f     | 4d9f(i)  | 5d8      | —                  | 2 Pde5          |

Any 2008
| Colla                             | 1a ronda  | 2a ronda   | 3a ronda | Ronda de repetició | Ronda de pilars |
| --------------------------------- | --------- | ---------- | -------- | ------------------ | --------------- |
| Castellers de Vilafranca          | 2de9fm(i) | 4de9f      | 3de9f    | 4de8a              | Pde7f           |
| Colla Jove de Tarragona           | 2de8f     | 3de9f      | 5d8      | —                  | 3 Pde5          |
| Xiquets de Tarragona              | 2de8f     | 3de9f(id)  | 3de9f(c) | —                  | Pde5            |
| Colla Vella dels Xiquets de Valls | 3d9f      | 2de9fm (i) | 5de8     | 4de8a              | Pde7f           |

Any 2009
| Colla                             | 1a ronda   | 2a ronda | 3a ronda | Ronda de repetició | Ronda de pilars |
| --------------------------------- | ---------- | -------- | -------- | ------------------ | --------------- |
| Castellers de Vilafranca          | 4de9f      | 3de9f    | 2de9fm   | —                  | Pde8fm(c)       |
| Colla Jove de Tarragona           | 5d8        | 3de9f    | 4de9f    | —                  | 2 Pde5          |
| Xiquets de Tarragona              | 3de9f(id)  | 5de8     | 4de9f(i) | 4de8               | Pde5            |
| Colla Vella dels Xiquets de Valls | 2de9fm(id) | 3de9f    | 5de8     | 2de9fm(c)          | 2 Pde5          |

Any 2010
| Colla                             | 1a ronda | 2a ronda  | 3a ronda  | Ronda de repetició | Ronda de pilars |
| --------------------------------- | -------- | --------- | --------- | ------------------ | --------------- |
| Castellers de Vilafranca          | 3de9f    | 4de9f     | 4de8a     | —                  | Pde7f           |
| Colla Jove de Tarragona           | 5d8      | 3de9f(id) | 2de8f(id) | 3de9f              | 2 Pde5          |
| Xiquets de Tarragona              | 5de8(c)  | 4de8      | 2de8f(c)  | —                  | Pde5            |
| Colla Vella dels Xiquets de Valls | 3de9f    | 5de8      | 4de9f(id) | 4de9f              | Pde7f           |

Any 2011
| Colla                             | 1a ronda | 2a ronda  | 3a ronda | Ronda de repetició | Ronda de pilars |
| --------------------------------- | -------- | --------- | -------- | ------------------ | --------------- |
| Castellers de Vilafranca          | 3de9f    | 4de9f     | 2de8     | —                  | Pde7f           |
| Colla Jove de Tarragona           | 3de9f    | 5de9f(id) | 4de9f    | 4de8a              | 3 Pde5          |
| Xiquets de Tarragona              | 5de8(c)  | 3de9f(id) | 3de9f    | 4de8               | 3 Pde5          |
| Colla Vella dels Xiquets de Valls | 3de9f    | 4de9f(c)  | 9de8(c)  | —                  | Pde6            |

Any 2012
| Colla                             | 1a ronda | 2a ronda  | 3a ronda  | Ronda de repetició | Ronda de pilars |
| --------------------------------- | -------- | --------- | --------- | ------------------ | --------------- |
| Castellers de Vilafranca          | 4de9f    | 3de9fa(i) | 3de9f     | 3de8a              | 2 Pde5          |
| Colla Jove de Tarragona           | 3de9f    | 9de8      | 5de9f(c)  | —                  | Pde6            |
| Xiquets de Tarragona              | 5de8     | 3de9f(id) | 4de9f(id) | 2de8f              | Pde5            |
| Colla Vella dels Xiquets de Valls | 4de9(i)  | 4de9f     | 3de9f     | 5de8               | 2 Pde5          |

Any 2013
| Colla                             | 1a ronda | 2a ronda | 3a ronda | Ronda de repetició | Ronda de pilars |
| --------------------------------- | -------- | -------- | -------- | ------------------ | --------------- |
| Castellers de Vilafranca          | 3de9f    | 9de8     | 4de9     | —                  | Pde8fm          |
| Colla Jove de Tarragona           | 9de8     | 3de9f    | 5de9f    | —                  | Pde7f           |
| Xiquets de Tarragona              | 3de9f    | 4de9f    | 5de8     | —                  | 2 Pde5          |
| Colla Vella dels Xiquets de Valls | 3de9f    | 2de9fm   | 4de9f    | —                  | Pde8fm          |

Any 2014
| Colla                             | 1a ronda | 2a ronda  | 3a ronda  | Ronda de repetició | Ronda de pilars |
| --------------------------------- | -------- | --------- | --------- | ------------------ | --------------- |
| Castellers de Vilafranca          | 9de8     | 4de9fa    | 3de9fa    | —                  | Pde8fm          |
| Colla Jove de Tarragona           | 3de9f    | 5de9f     | 2de9fm(c) | —                  | Pde7f           |
| Xiquets de Tarragona              | 3de9f    | 2de9fm(c) | 4de9f     | —                  | Pde7f           |
| Colla Vella dels Xiquets de Valls | 3de9f    | 4de9fa    | 9de8      | —                  | Pde8fm(c)       |

Any 2015
| Colla                             | 1a ronda   | 2a ronda   | 3a ronda   | Ronda de repetició | Ronda de pilars |
| --------------------------------- | ---------- | ---------- | ---------- | ------------------ | --------------- |
| Castellers de Vilafranca          | 3de10fm(c) | 3de9fa     | 2de8sf(id) | 2de8sf(c)          | Pde8fm          |
| Colla Jove de Tarragona           | 5de9f(c)   | 3de10fm(i) | 4de9f(id)  | 4de9f(i)           | Pde5            |
| Xiquets de Tarragona              | 2de9fm(c)  | 5de9f(c)   | 3de9f      | —                  | Pde8fm(c)       |
| Colla Vella dels Xiquets de Valls | 4de9fa(c)  | 4de9sf(id) | 4de9sf     | 3de10fm(c)         | Pde8fm(c)       |

Any 2016
| Colla                             | 1a ronda   | 2a ronda  | 3a ronda   | Ronda de repetició | Ronda de pilars |
| --------------------------------- | ---------- | --------- | ---------- | ------------------ | --------------- |
| Castellers de Vilafranca          | 3de10fm    | 3de9fa    | 2de9fm     | —                  | Pde8fm          |
| Colla Jove de Tarragona           | 5de9f      | 3de9fa(i) | 4de9f      | 9de8               | Pde8fm(c)       |
| Xiquets de Tarragona              | 3de9f      | 4de9f     | 2de8f(c)   | —                  | Pde5            |
| Colla Vella dels Xiquets de Valls | 3de10fm(c) | 4de9fa(c) | 4de10fm(c) | —                  | Pde6            |

Any 2017
| Colla                             | 1a ronda   | 2a ronda   | 3a ronda | Ronda de repetició | Ronda de pilars |
| --------------------------------- | ---------- | ---------- | -------- | ------------------ | --------------- |
| Castellers de Vilafranca          | 3de10fm(c) | 2de8(c)    | 4de9(i)  | 4de9(c)            | Pde6            |
| Colla Jove de Tarragona           | 5de9f      | 3de10fm(c) | 4de9f    | —                  | Pde8fm          |
| Xiquets de Tarragona              | 5de8(id)   | 5de8(c)    | 3de9f    | 4de9f              | Pde7f           |
| Colla Vella dels Xiquets de Valls | 4de9fa     | 4de9(c)    | 5de9f    | —                  | Pde6            |

Any 2018
| Colla                             | 1a ronda  | 2a ronda    | 3a ronda   | 4a Ronda | Ronda de repetició | Ronda de pilars |
| --------------------------------- | --------- | ----------- | ---------- | -------- | ------------------ | --------------- |
| Colla Jove de Tarragona           | 5de9f (c) | 4d9fa       | 3de9f      | —        | —                  | Pde8fm          |
| Xiquets de Tarragona              | 5de8(c)   | 4de8(id)    | 4de8       | 3de8     | —                  | —               |
| Castellers de Vilafranca          | 2de9fm    | 3de9f       | 4de9f      | —        | —                  | —               |
| Colla Vella dels Xiquets de Valls | 4de9sf    | 4de10fm(id) | 4de10fm(i) | 3de9f    | 4de9f              | Pde7f           |

Any 2019
| Colla                             | 1a ronda | 2a ronda  | 3a ronda  | 4a Ronda | Ronda de repetició | Ronda de pilars |
| --------------------------------- | -------- | --------- | --------- | -------- | ------------------ | --------------- |
| Colla Jove de Tarragona           | 9de8     | 5d9f(c)   | 4de9fa(c) | —        | —                  | Pde7f           |
| Xiquets de Tarragona              | 5de8(i)  | 3de9f(id) | 3de9f(id) | 4de8     | 3de8               | —               |
| Castellers de Vilafranca          | 2de9fm   | 3de9fa(i) | 3de9f     | 4de9f    | —                  | Pde7f           |
| Colla Vella dels Xiquets de Valls | 2de8sf   | 4de9sf    | 5de9f     | —        | —                  | Pde6            |

Any 2020
Suspesa pel COVID-19.
Any 2021
Suspesa pel COVID-19.
Any 2022
| Colla                             | 1a ronda | 2a ronda | 3a ronda | 4a Ronda | Ronda de repetició | Ronda de pilars |
| --------------------------------- | -------- | -------- | -------- | -------- | ------------------ | --------------- |
| Colla Jove de Tarragona           | 4d9f     | 3d9f     | 5d8      | —        | —                  | —               |
| Xiquets de Tarragona              | 5d8      | 3d9f     | 2d8f(id) | 2d8f     | —                  | —               |
| Castellers de Vilafranca          | 3d9f     | 4d9f     | 2d9fm    | —        | —                  | Pd8fm           |
| Colla Vella dels Xiquets de Valls | 3d9f     | 2de8sf   | 4d9fp(i) | 4d9f     | —                  | Pde7f           |

Any 2023
| Colla                             | 1a ronda | 2a ronda   | 3a ronda  | 4a Ronda | Ronda de repetició | Ronda de pilars |
| --------------------------------- | -------- | ---------- | --------- | -------- | ------------------ | --------------- |
| Colla Jove de Tarragona           | 3d9f     | 2d9fm      | 5d9f (id) | 4d9f     | —                  | Pd6 (c)         |
| Xiquets de Tarragona              | 3d9f     | 4d9f (id)  | 4d9f      | 7d8 (id) | 7d8 (id)           | —               |
| Castellers de Vilafranca          | 2d9fm    | 3d10fm (c) | 4d9f      | —        | —                  | —               |
| Colla Vella dels Xiquets de Valls | 4d9fp    | 4d9sf      | 3d9f      | —        | —                  | Pde7f           |

Any 2024
| Colla                             | 1a ronda   | 2a ronda   | 3a ronda | 4a Ronda  | Ronda de repetició | Ronda de pilars |
| --------------------------------- | ---------- | ---------- | -------- | --------- | ------------------ | --------------- |
| Colla Jove de Tarragona           | 2d9fm (id) | 2d9fm      | 5d9f (c) | 3d9f      | —                  | Pd8fm           |
| Xiquets de Tarragona              | 5d8        | 3d9f (c)   | 4d9f (i) | 4d9f (id) | —                  | —               |
| Castellers de Vilafranca          | 4d9fa      | 2d9fm (id) | 3d9f     | 9d8       | —                  | Pd8fm           |
| Colla Vella dels Xiquets de Valls | 4d9fp(c)   | 2d9fm(c)   | 4d9f     | —         | —                  | Pde7f           |

Llegenda: (f) folre, (m) manilles, (ps) per sota, (a) amb agulla.